# Jackie LaVine
Jacqueline Carol „Jackie” LaVine (ur. 4 października 1929 w Maywood, zm. 21 października 2022) – amerykańska pływaczka. Brązowa medalistka olimpijska z Helsinek.
Zawody w 1952 były jej jedynymi igrzyskami olimpijskimi. Zajęła trzecie miejsce w sztafecie w stylu dowolnym. Partnerowały jej Marilee Stepan, Jody Alderson i Evelyn Kawamoto. Na igrzyskach panamerykańskich w 1951 zdobyła złoto w tej konkurencji oraz srebro indywidualnie na dystansie 100 metrów stylem dowolnym. 